# Панейко Василь Лукич
Василь Лукич Панейко (6 березня 1883, Золочів, Королівство Галичини і Володимирії, Австро-Угорщина (нині Львівська область, Україна) — 29 травня 1956, Каракас, Венесуела) — український дипломат і журналіст, редактор газети «Діло» (1912—1918).

## Життєпис
У 1907 році закінчив Львівський університет (правничий факультет). Брав активну участь в українському національно-визвольному русі.

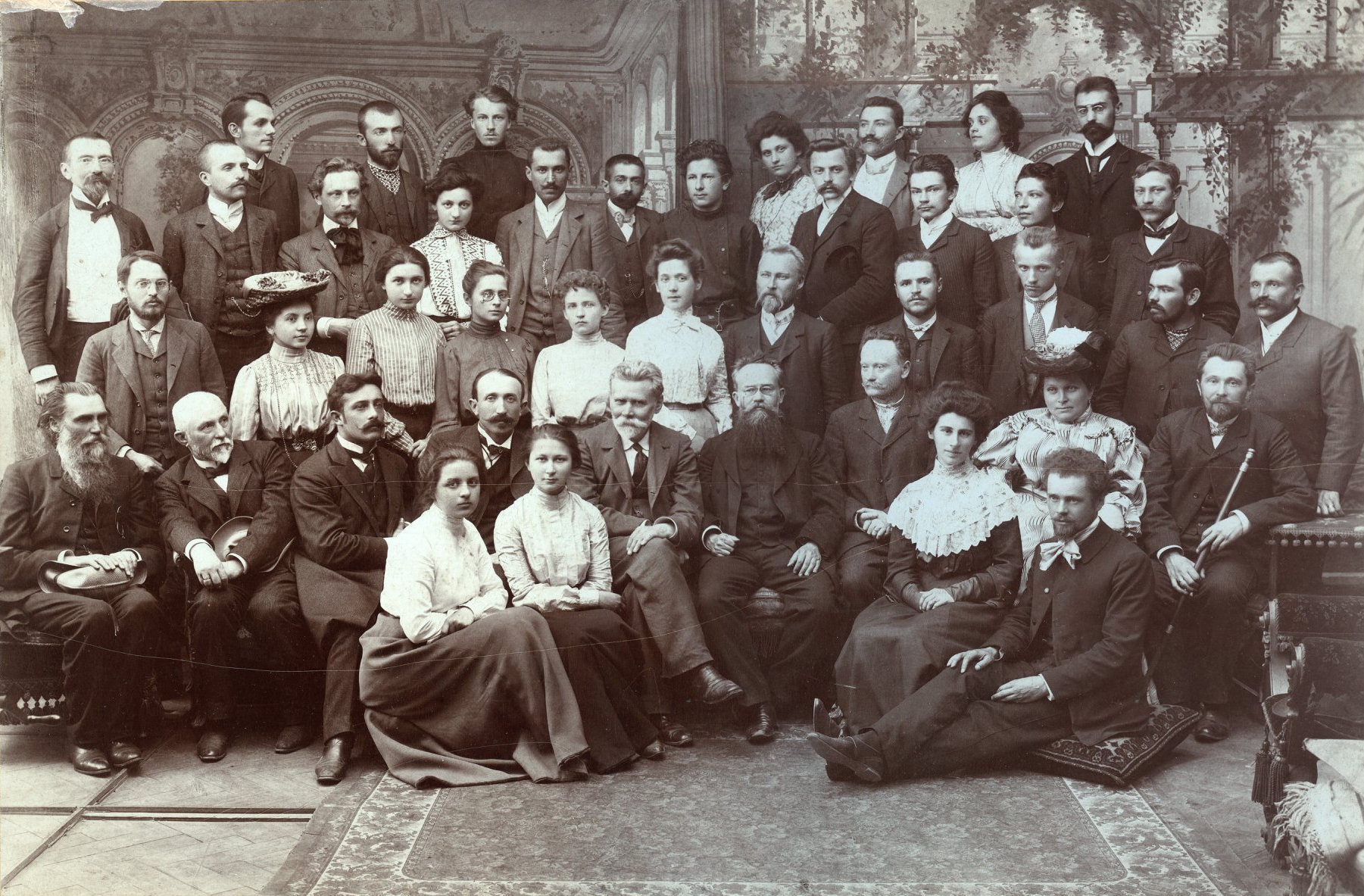
Викладачі та студенти Наукових курсів українознавства у Львові (організованих ТПУНЛШ), 5 липня 1904 р. Зліва направо: перший ряд (сидять): М. Дверницька, В. Чикаленківна, А. Трушева, І. Труш;
другий ряд (сидять): П. Рябков, Т. Ревакович, І. Брик, М. Ганкевич, Хв. Вовк, М. Грушевський, І. Франко, М. Грушевська, Вол. Гнатюк;
третій ряд (стоять): Вол. Дорошенко, М. Підлісецька (Мудракова), Г. Чикаленківна, К. Голицинська, О. Андрієвська, М. Липа, І. Липа, Ф. Шолудько, В. Панейко, Л. Сміщук, Л. Гарматій;
четвертий ряд (стоять): Вол. Лаврівський, Е. Голицинський, Юл. Бачинський, М. Крушельницька (Дроздовська), Дм. Дорошенко, Я. Грушкевич, Л. Чикаленко, Мих. Грушкевич, Ст. Дольницький, А. Хомик, М. Росткович;
п'ятий ряд (стоять): Юл. Ситник, Ол. Скоропис, Дм. Розов, Д. Старосольська (Шухевичівна), Вол. Загайкевич, Т. Єрми (п-ні Боднарова), Мих. Мочульський.

З 1907 — співробітник газети «Діло», в 1908—1912 брав участь у виданні «Літературно-наукового вісника», в 1912—1918 — головний редактор газети «Діло» й одночасно в 1914—1915 — головний редактор «Ukrainische Korrespondenz» («Український кореспондент» — тижневик Головної Української Ради). Член Загальної Української Ради від 5 травня 1915 року.
11 листопада 1918 — призначений держсекретарем зовнішніх справ ЗУНР. Свою діяльність на цій посаді направив на забезпечення визнання суверенітету і територіальної цілісності західно-української держави і засудження польської агресії. Ініціював надсилання на ім'я Президента США Вудро Вільсона телеграми з проханням виступити посередником у справі припинення українсько-польської війни 1918—1919. Одначе жодної офіційної відповіді не отримав, незважаючи на активні виступи української діаспори в США. Важливим напрямком діяльності Василя Панейка було включення до складу ЗУНР території Закарпатської України, що викликало різку протидію з боку Угорщини.
На переговорах 30 грудня 1918 в Будапешті західно-українська делегація наполягала на вирішенні питання шляхом плебісциту під нейтральним спостереженням. З його ініціативи були відкриті посольства республіки в Києві (функціонувало до проголошення Акту возз'єднання УНР і ЗУНР 1919), Празі (18.12.1918), Відні та Будапешті.
13 січня 1919 — державний секретар закордонних справ ЗУНР, член делегації на Паризьку мирну конференцію і водночас заступник голови делегації УНР Григорія Сидоренка. Домігся створення Вищою радою Антанти низки комісій з врегулювання російсько-польського конфлікту. Після укладення Ризького мирного договору 1921 між РРФСР і УРСР та Польщею виступав за створення нової східно-європейської федерації, в якій Україна разом з Галичиною була б в союзі з демократичною Росією.
Працював паризьким кореспондентом газети «Діло», у 1925 повернувся до Львова і редагував цю газету і двотижневик «Політика», але в наступному році знову переїхав до Парижа. Незабаром відійшов від політики, в 1945 емігрував до Нью-Йорка, а в 1955 — переїхав до Каракаса (Венесуела)

## Праці
- Панейко В. З'єдинені держави Східної Европи: Галичина в Україні супроти Польщі й Росії // Відень: Накладом автора, 1922. — 82 с.

### Рекомендована література
- Гриник І. Панейко Василь Лукич // Західно-Українська Народна Республіка 1918-1923. Енциклопедія. Т. 3: П - С. Івано-Франківськ: Манускрипт-Львів, 2020.576 с. ISBN 978-966-2067-65-1  .   С. 59-61.